# TUE Kawasaki/Toshiba (EFS)
O TUE Kawasaki/Toshiba (EFS) é um Trem unidade elétrico adquirido originalmente pela Estrada de Ferro Sorocabana e que foi até 2010 pertencente a frota do Trem Metropolitano de São Paulo. Operou por último no Sistema de Trens do Subúrbio de Salvador, até fevereiro de 2021.

## História

### Projeto e fabricação

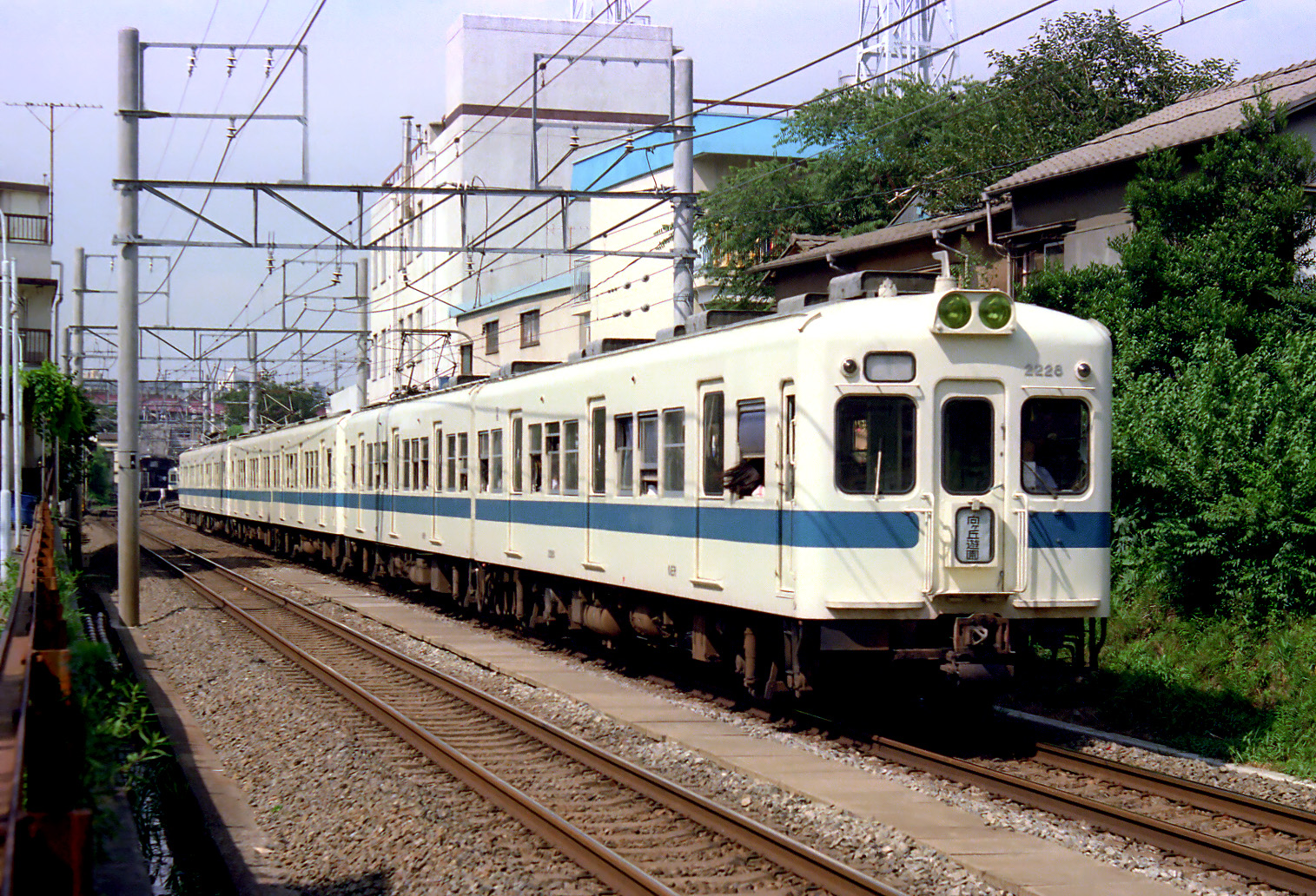
Trem série 2220 da Odakyu Electric Railway.

Com o crescimento do número de passageiros nos serviços de subúrbios da Estrada de Ferro Sorocabana, os 4 trens unidade GE adquiridos em 1944 tornam-se insuficientes para atender a essa demanda. Dessa forma, em 1956 a Sorocabana lançou um plano de aquisição de novos trens unidade para os subúrbios. Em 9 de setembro de 1956 foi lançada a licitação G.5-621 visando a aquisição de 30 trens unidade elétricos para os serviços de subúrbio. Empresas da Alemanha, Itália, Suíça, Inglaterra, Austria, Polônia, Holanda, Estados Unidos, Japão e Brasil concorreram para fornecer os trens. Após a análise das propostas, foi declarada em dezembro de 1956 a vitória do consórcio do Japão. Formado pelas empresas Kawasaki, Tokyo Shibaura (Toshiba), Nippon Sharyo, Kinki e da representante nacional, o consórcio japonês assinou em janeiro de 1957 o contrato de fornecimento de 30 trens ao valor de US$ 6.781.800,00 a serem pagos em 5 anos. Para vencer a licitação, as empresas japonesas abriram mão de juros.
O prazo de entregas dos trens seguiu o seguinte calendário:
- Entrega de 3 trens unidades-8 meses;
- Entrega de 13 unidades-13 meses;
- Entrega das 16 unidades restantes; -16 meses;

Para acelerar a fabricação, o consórcio japonês resolveu adotar o design dos trens série 2200/2220 fornecidos em 1954-1959 para a Odakyu Electric Railway. Os primeiros trens forma entregues à Sorocabana no porto de Santos no início de 1958. Após os testes de aceitação, a viagem inaugural ocorreu em 7 de abril de 1958. Em 3 de agosto de 1958, os trens  japoneses chegavam até Sorocaba de forma regular, ampliando o alcance do trem de subúrbios.

## Operação

### Sorocabana-Fepasa (1958-1985)

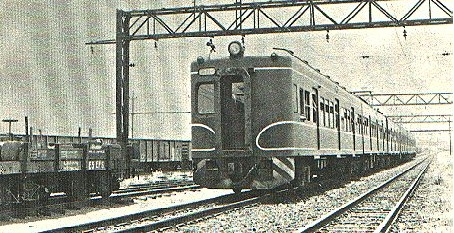
Trem Kawasaki-Toshiba no Pátio Barra Funda em 1974. Na década de 1970 uma das janelas da máscara frontal foi eliminada.

O primeiro trem foi entregue ao tráfego às 9h30 de 7 de abril de 1958. Partindo da Estação Júlio Prestes, o trem inaugural dirigiu-se ao terminal Mairinque transportando os secretários da Fazenda Carvalho Pinto e José Vicente Faria Lima de Viação, Koichi Suzuki, cônsul do Japão em São Paulo e Orlando Drumont Murgel, diretor da Estrada de Ferro Sorocabana.
Apesar da chegada de 30 trens unidade, a demanda de passageiros cresceu tanto que os trens se tornaram rapidamente obsoletos. Em 1959, quando toda a frota havia sido entregue, o tráfego anual dos subúrbios havia sido de 16 milhões de passageiros transportados. Em 1971 eram 32 milhões. Com a falta de frota, o número de passageiros voltou a recuar para 30 milhões em 1977. Ao mesmo tempo, com quase 20 anos de operação, parte da frota se encontrava sucateada em pátios enquanto que os trens que ainda circulavam viajavam superlotados.
Durante a década de 1970 a Sorocabana é absorvida pela Fepasa, que inicia um amplo plano de remodelação dos subúrbios que prevê o rebitolamento da linha (de 1m para 1,60m) e a aquisição de nova frota (TUE Série 5000 (Fepasa)). Com a entrega dos primeiros trens série 5000 em 1979, os trens Toshiba foram sendo retirados da linha principal aos poucos até serem confinados no trecho Itapevi-Mairinque e aposentados por volta de 1985.

## TUE Série 4800 (Fepasa)
Em 1985 a Fepasa lançou um programa de modernização dos trens unidade Kawasaki. Utilizando pessoal e recursos próprios, a estatal implantou uma pequena unidade de reforma nas oficinas de Rio Claro. O design interno e externo dos trens foi elaborado por uma equipe comandada por João Gomes Filho.

### Operação na Fepasa (1986-1996)
Os primeiros 6 trens unidade foram entregues em 1986 e operaram na Extensão Operacional Itapevi-Mairinque. Cada trem unidade (composto de 3 carros) teve um custo de modernização de US$ 257.757,00. Isso equivalia na época 6% do custo de um trem unidade novo. Posteriormente foram modernizadas mais algumas unidade para uso no Trem Intra Metropolitano da Região Metropolitana da Baixada Santista.
Em 1985, a Fepasa resolveu reformar os trens para operarem no trecho Itapevi-Mairinque, levando todos os trens ainda disponíveis para suas oficinas em Rio Claro. Após um amplo processo de reforma, as primeiras unidades foram entregues em 1986.
Os trens reformados serviram aos trechos das seguintes linhas:
| Linha | Terminais                          | Comprimento (km) | Estações | Frota                                                   |
| ----- | ---------------------------------- | ---------------- | -------- | ------------------------------------------------------- |
| Oeste | Itapevi ↔ Amador Bueno ↔ Mairinque | 27               | 11       | 6 Trens-unidade (1986-1992) 3 trens unidade (1992-2010) |
| Sul   | Jurubatuba ↔ Varginha              | 12               | 4        | 3 trens unidade (1992-2001)                             |
| TIM   | Ana Costa (Santos) ↔ Samaritá      | 16,15            | 5        | 9 trens unidade (1990-1999)                             |

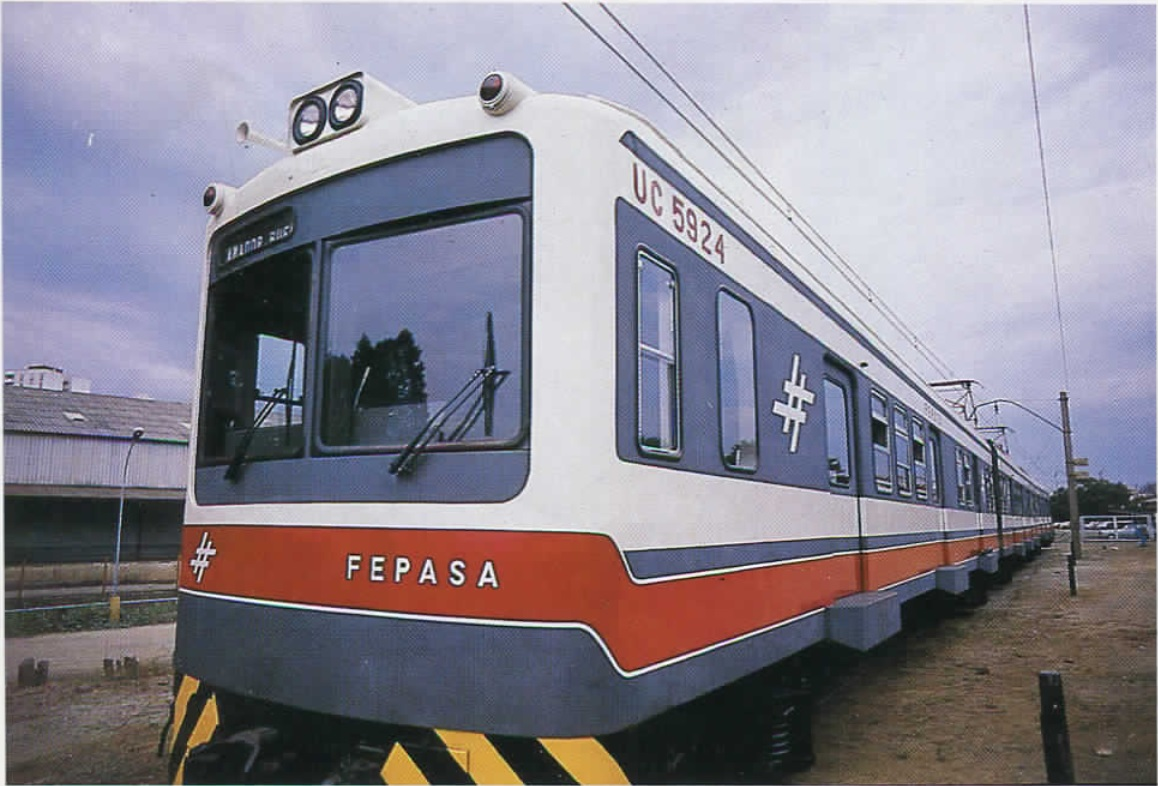
Primeira série reformada de 9 trens (1985-1987);
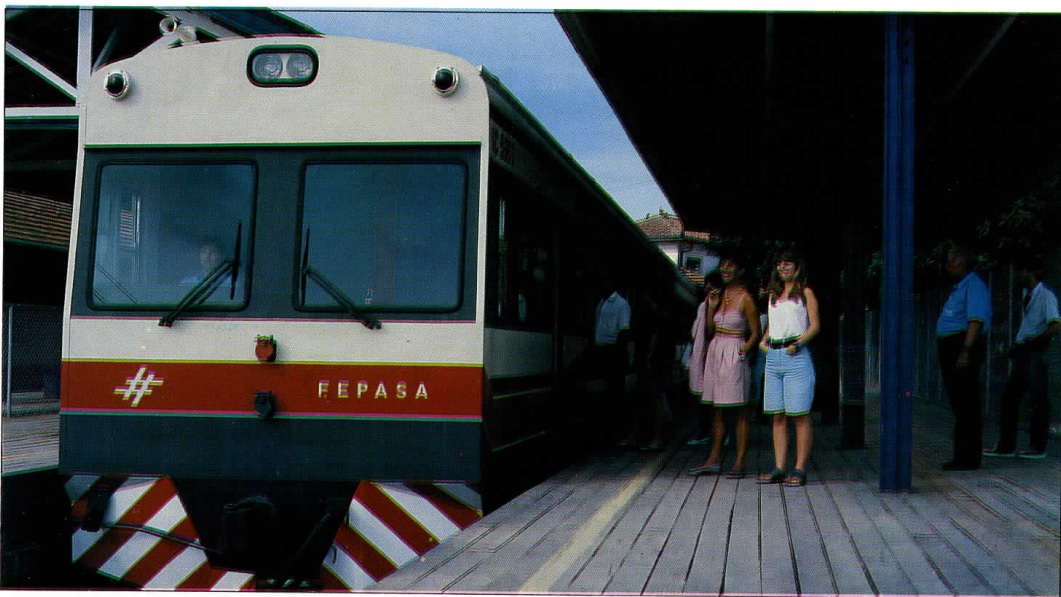
Segunda Série reformada de 6 trens (1987-1990);

### CPTM (1996-2010)
Em fevereiro de 1996 a Fepasa transferiu suas linhas (Oeste, Sul e TIM) para a CPTM, incluindo 15 trens-unidade Kawasaki. Os 9 primeiros a serem baixados foram os empregados no Trem Intra Metropolitano (Santos-Samaritá), que eram rebocados por locomotivas diesel, dada a falta de eletrificação da linha. Posteriormente, a CPTM desativou o trecho Jurubatuba-Varginha e os 3 trens-unidade Kawasaki que ali operavam foram vendidos para a Companhia de Transportes de Salvador.
Em 2004 a dupla de grafiteiros Os Gêmeos transformou, em parceria com a CPTM, dois trens-unidade Kawasaki em "Expressos Arte". A ideia era que os grafites diminuíssem os índices de vandalismo existentes no trecho Itapevi-Amador Bueno. Um dos trens chegou a receber o último padrão de pintura da CPTM antes de toda a frota ser desativada em 1 de maio de 2010.

Trem Série 4800 recém revitalizado pela CPTM no final dos anos 1990.
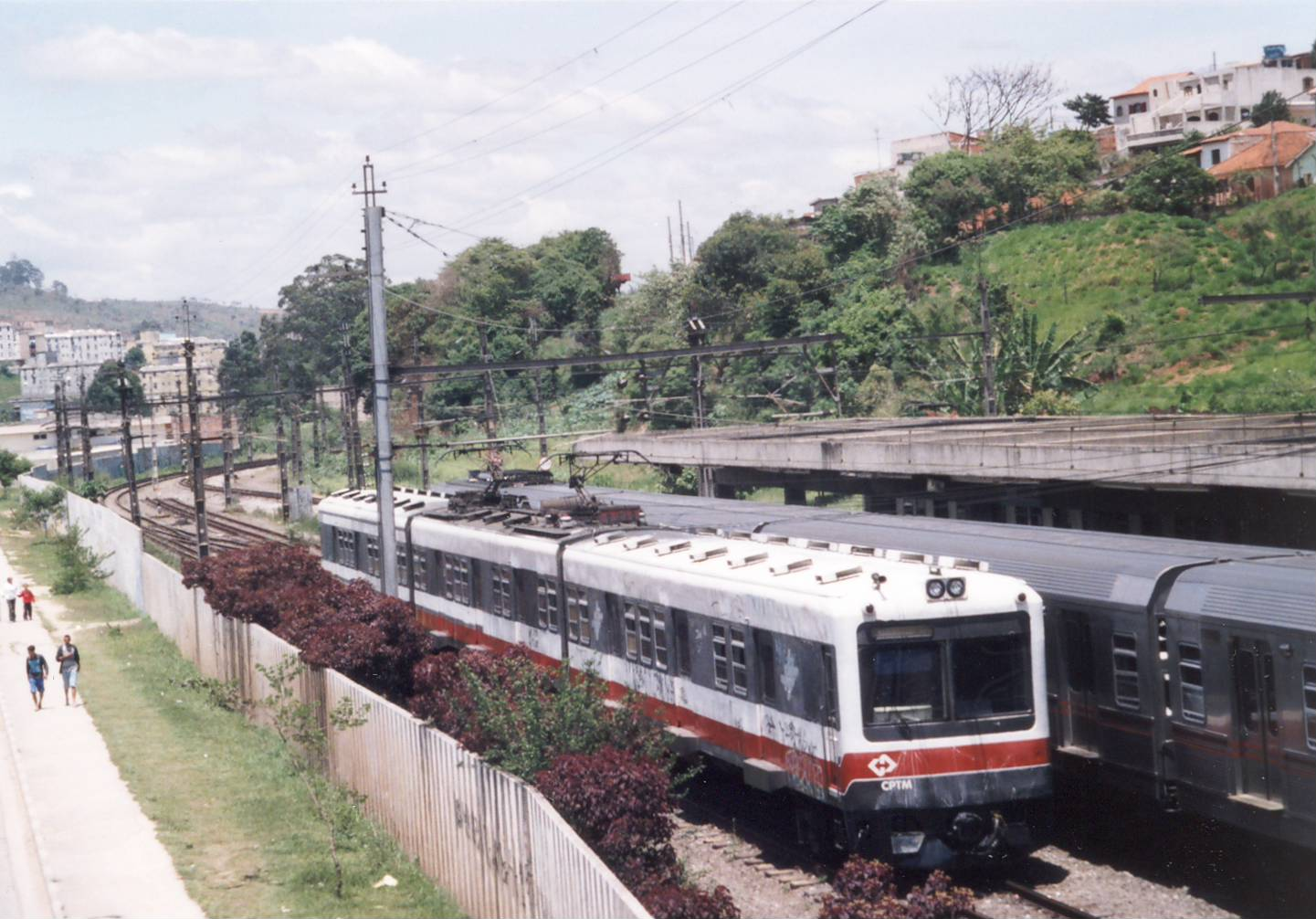
Um dos seis trens unidade Kawasaki modernizados em 1985, ainda nas cores da Fepasa, em Itapevi (2002).
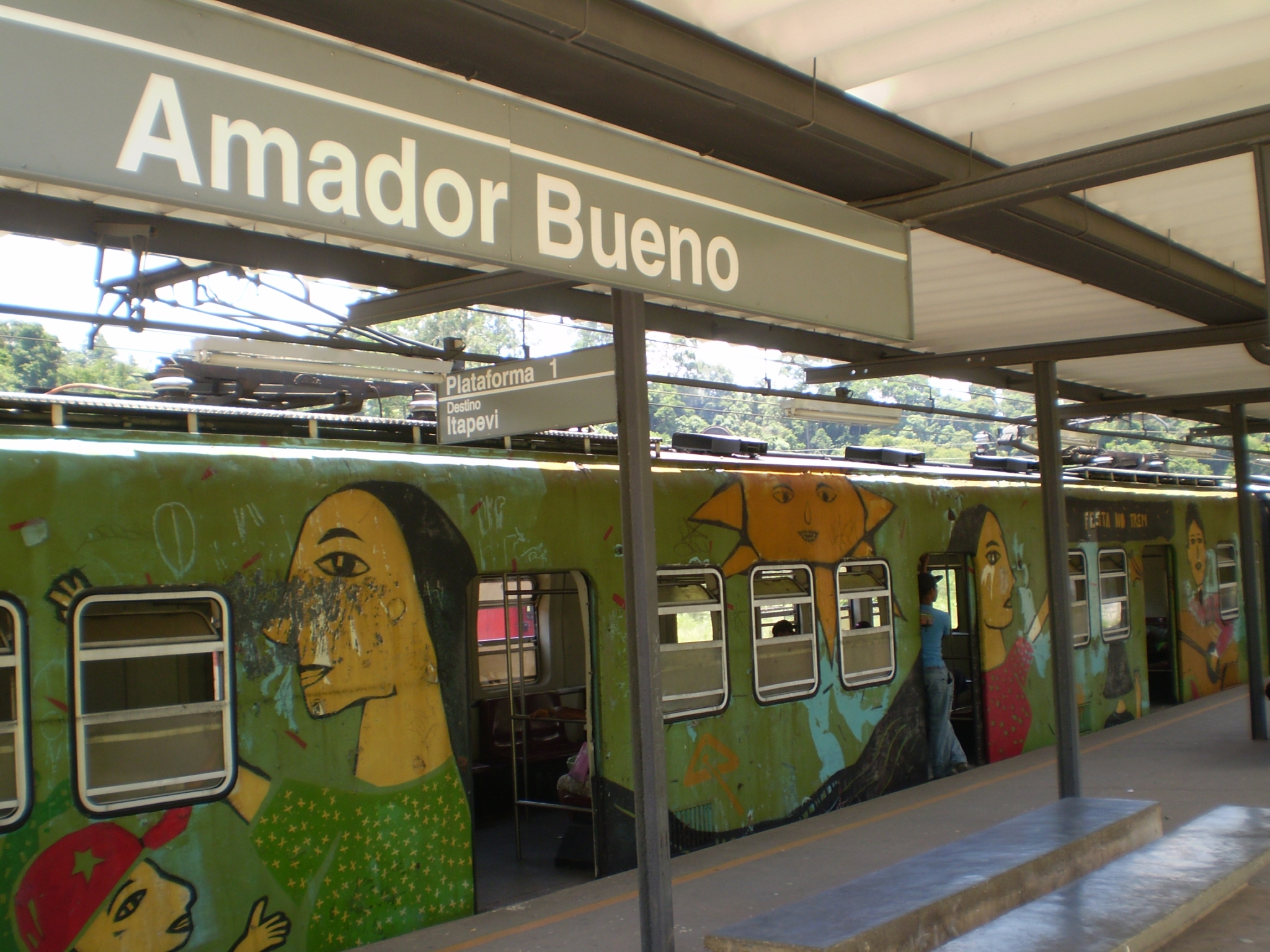
Detalhe do "Expresso Arte", obra d'Os Gêmeos.

## TUE Série 5900 (CBTU/CTS/CTB)
Em 2003 a Companhia Brasileira de Trens Urbanos (CBTU) adquiriu da CPTM três trens Série 5900 para emprega-los no Trem de Subúrbio de Salvador. Após a aquisição, a CBTU contratou a empresa T'Trans para revisar os três trens.
Com a transferência do Trem de Subúrbio de Salvador da CBTU para a Prefeitura de Salvador, ocorrida em dezembro de 2005, a operação dos trens e do sistema passou para a Companhia de Transportes de Salvador (CTS). Os trens foram entregues entre janeiro e dezembro de 2007:
| Trem           | Data de entrega  | Data de Operação |
| -------------- | ---------------- | ---------------- |
| 001C+001T+001S | Janeiro de 2007  | Março de 2007    |
| 002C+002T+002S | Outubro de 2007  | Novembro de 2007 |
| 003C+003T+003S | Dezembro de 2007 | Março de 2008    |

O primeiro trem entrou em operação em março de 2007. No mês seguinte o primeiro trem sofreu descarrilamento perto de Praia Grande, deixando cinco feridos.
Outro problema encontrado foi o Gabarito estrutural da Série 5900, que era superior ao do túnel velho de Periperi. Com isso, os trens Série 5900 ficaram restritos ao túnel novo de Periperi até que a CTS realizasse obras de alargamento do túnel velho.
Com o encerramento do serviço em 15 de fevereiro de 2021, foram desativados, com uma promessa de integrarem um futuro museu na região.
| Série 5900 na CTB | Série 5900 na CTB | Série 5900 na CTB |
| Ano               | Frota Operacional | Frota Imobilizada |
| ----------------- | ----------------- | ----------------- |
| 2010              | 3                 | 3                 |
| 2012              | 2                 | 1                 |
| 2018              | 2                 | 1                 |

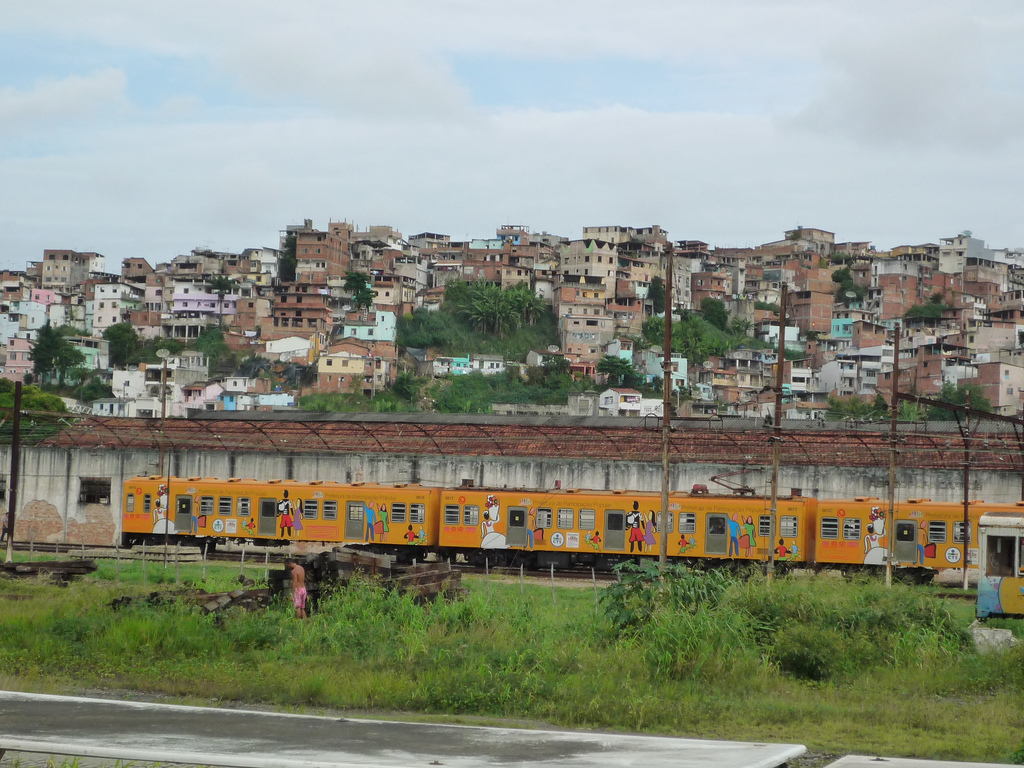
Trem unidade Kawasaki operando em Salvador, 2009.

## Acidentes e incidentes
- 23 de Outubro de 1958 – São Paulo (SP) Colisão entre os trens  S – 52 (Subúrbio Kawasaki) e o CL-4 (cargueiro) ocorreu nas proximidades da estação Lapa, na capital paulista, deixando  14 mortos e dezenas de feridos;[37]

- 17 de maio de 1972 – São Paulo (SP) Colisão entre trem subúrbio (U-75) e carreta enguiçada (que transportava uma locomotiva de manobra) na passagem de nível da estação Lapa deixou um saldo de 10 mortos e dezenas de feridos;[38]

- 13 de janeiro de 1986 – Itapevi (SP) Choque entre dois trens Toshiba da Fepasa nas proximidades da estação Ambuitá causa ferimentos em 102 pessoas;[37]

- 19 de outubro de 2005 – Itapevi (SP) Após ato de sabotagem, um trem série 4800 circula sem freios entre Itapevi e Jandira;[39]

- 23 de julho de 2007 – Salvador (BA) Trem Kawasaki descarrilo e tombou perto de Praia Grande. Cinco passageiros ficaram feridos;[40]

- outubro de 2009 – Salvador (BA) Recém adquiridos, os trens Kawasaki não conseguiam passar por um dos túneis do Periperi, obrigando a operadora CTS a realizar obras de ampliação do gabarito do túnel;[41]
- 1 de novembro de 2019 - Salvador (BA), Dois trens batem de frente e 47 pessoas ficam feridas em Salvador, caso ocorreu no subúrbio ferroviário. Não há registro de mortos.[42]